# The Bionic Woman

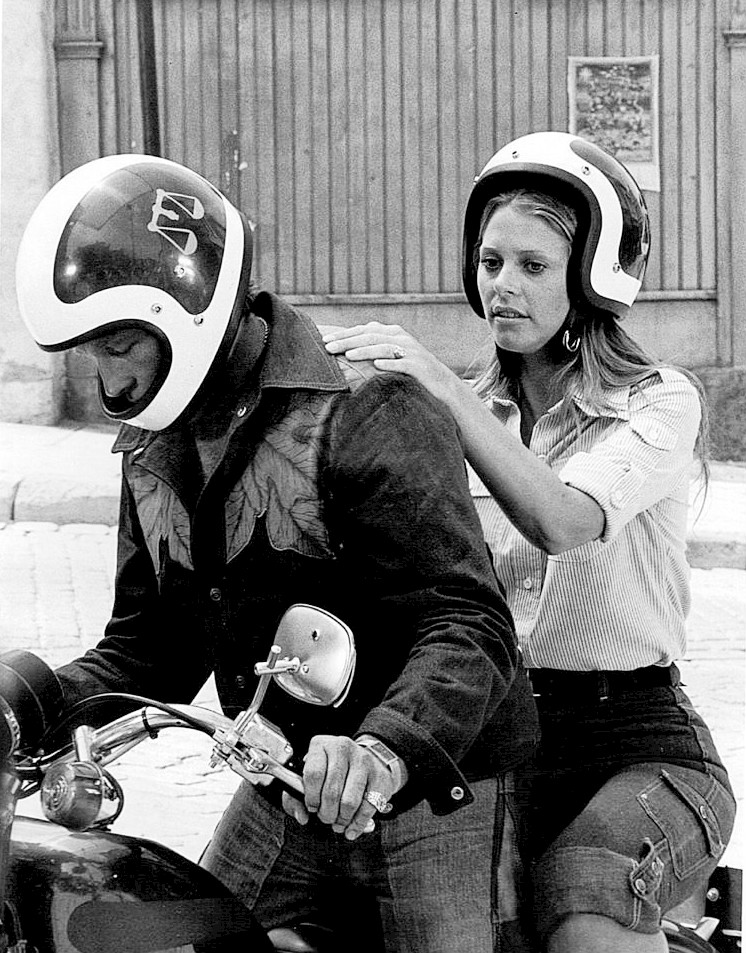
Fotografía de Lindsay Wagner como Jamie Sommers y la estrella invitada Evel Knievel del programa de televisión The Bionic Woman. Le pide a un motociclista que pasa por allí (Knievel) que la lleve desde Berlín Occidental a Alemania Oriental.

La mujer biónica (The Bionic Woman) es una serie de televisión estadounidense que nació como un spin-off de la popular The Six Million Dollar Man (El hombre nuclear en Hispanoamérica o El hombre de los seis millones de dólares en España).

## Sinopsis
El personaje era Jaime Sommers, tenista profesional de 27 años que —tras un accidente en paracaídas del que quedó discapacitada— fue convertida en un organismo cibernético por Oscar Goldman (funcionario del gobierno estadounidense) y el Dr. Rudy Wells, quien le implantó un oído mejorado ultrasensible, un brazo artificial de enorme fuerza y ambas piernas biónicas que le permitían correr a altas velocidades.
Al final de la temporada, se presentó en el episodio doble "The Bionic Woman" la historia de Jaimie Sommers (Lindsay Wagner), antigua novia de Steve con quien planeó casarse hasta que un severo accidente en paracaídas dejó a Jaime al borde de la muerte.
Se produjo el reemplazo biónico, pero víctima del rechazo biológico, Jaime falleció (o eso es lo que a Steve y al público les hicieron creer). El capítulo tuvo el mayor rating de la temporada y el público respondió en masa ante tal injusticia, con cientos de cartas que abogaban por la continuidad de Jaimie. Los telespectadores querían que se salvase y a Lindsay en el papel, no aceptarían a otra mujer en su reemplazo. Así, gracias a la magia de la televisión, Jaime fue revivida a comienzos de la tercera temporada.
En el primer episodio de la temporada 3 ("The Return of the Bionic Woman") se reveló que Jaimie no había muerto, sino mantenida en animación suspendida mediante un proceso criogénico desarrollado por el doctor Michael Marchetti (asistente de Rudy Wells). Recuperada y a consecuencia de este proceso, Jaimie no recordaba su pasado ni su relación con Steve.

## Historia
La serie fue creada por el guionista Kenneth Johnson en 1975 para un episodio doble de The Six Million Dollar Man. 
El personaje fue interpretado por la actriz Lindsay Wagner —quien en el estreno tenía 26 años—, que consiguió un notable éxito y un Emmy por este trabajo.
El primer episodio fue transmitido en los Estados Unidos en enero de 1976. Continuó por tres temporadas con 58 episodios (a los que deben sumarse algunos en coproducción con El hombre nuclear). Las dos primeras temporadas fueron emitidas por la cadena ABC con mucho éxito; la tercera, por la NBC.
A tanto llegó su popularidad, que su título fue usado como referencia cultural en la serie de televisión Futurama, segunda temporada, con el episodio "La mujer criónica".